# Chelidozoum quinarium
Chelidozoum quinarium är en mossdjursart som beskrevs av Gordon och Jean-Loup d'Hondt 1991. Chelidozoum quinarium ingår i släktet Chelidozoum och familjen Petalostegidae. Inga underarter finns listade i Catalogue of Life.